# Мосеевское сельское поселение (Архангельская область)
Мосе́евское сельское поселение или муниципальное образование «Мосе́евское» — упразднённое муниципальное образование со статусом сельского поселения в Мезенском муниципальном районе Архангельской области. 
Соответствует административно-территориальной единице в Мезенском районе — Мосеевскому сельсовету (с центром в деревне Мосеево).
Административный центр — село Мосеево.

## География
Мосеевское сельское поселение находилось в центре Мезенского муниципального района, на обоих берегах Пёзы. Также выделяются реки: Мосеевская Палуга, Мосеевский Выжлец, Солосора, Четверть Виска.

## История
Муниципальное образование было образовано в 2006 году.
1 июня 2016 года (Законом Архангельской области от 26 октября 2015 года № 346-20-ОЗ), Мосеевское и Сафоновское сельские поселения были упразднены, а их населённые пункты влились в Быченское сельское поселение с административным центром в деревне Бычье.

## Население
| 2010 | 2011 | 2012 | 2013 | 2014 | 2015 | 2016 |
| ---- | ---- | ---- | ---- | ---- | ---- | ---- |
| 178  | →178 | ↘162 | ↘148 | ↘139 | ↘132 | ↘121 |

## Состав
В состав Мосеевского сельского поселения входили:
- Баковская
- Езевец
- Калино
- Мосеево

### Карты
- [mapq38.narod.ru/map1/index081.html Топографическая карта Q-38-81,82. Мосеево]